# Chiesa di San Giorgio (Bellagio)
La chiesa di San Giorgio si trova a Bellagio, di fianco al municipio cittadino. È coeva alla Basilica di San Giacomo, la chiesa principale della città: come questa, risale all'XI-XII secolo (è datata infatti tra il 1080 e il 1120).
Originariamente l'abside e l'altare erano rivolti verso est; furono poi spostati dalla parte opposta, spostando quindi l'ingresso verso la strada. L'oratorio annesso alla chiesa è, dal 1658, sede della locale Confraternita dei Cinturati.
Lo stile romanico, tipico dell'epoca in cui fu edificata la chiesa, sopravvive in alcuni elementi esterni, in particolare: nel muro perimetrale in conci di pietra, nelle finestre a strombo e nel piccolo portale. Singolare è il campanile a cavalcioni, lungo Salita Genazzini. All'interno, si trovano un affresco risalente all'XI secolo della Madonna della Cintura ed una statua lignea della stessa, che viene portata in processione la seconda domenica di settembre per tradizione.